# Комсомольське міське поселення (Воркутинський міський округ)
Комсомо́льське міське поселення (рос. Комсомольское городское поселение) — муніципальне утворення у складі Воркутинського міського округу Республіки Комі, Росія. Адміністративний центр — селище міського типу Комсомольський.

## Населення
Населення — 2995 осіб (2010; 8937 у 2002, 24241 у 1989).

## Склад
До складу поселення входять такі населені пункти:
| Населений пункт                      | Населення, осіб (1989) | Населення, осіб (2002) | Населення, осіб (2010) |
| ------------------------------------ | ---------------------- | ---------------------- | ---------------------- |
| Заполярний, селище міського типу     | 8027                   | 4708                   | 1948                   |
| Комсомольський, селище міського типу | 14982                  | 4046                   | 1047                   |
| Мульда, селище міського типу         | 1232                   | 183                    | -                      |